# أهارون ليشتنشتاين
أهارون ليشتنشتاين (23 مايو 1933 - 20 أبريل 2015) كان حاخامًا أرثوذكسيًا وروش يشيفا،  وكان مرجعًا في الشريعة اليهودية (الهلاخا).

## حياته
ولد أهارون ليشتنشتاين في باريس في فرنسا، لكنه نشأ في الولايات المتحدة، حيث درس في يشيفا الحاخام حاييم برلين تحت قيادة الحاخام يتسحاق هتنر وكذلك الحاخام أهرون سولوفيتشيك.
حصل على درجة البكالوريوس و "الرسامة الحاخامية" في جامعة يشيفا تحت قيادة الحاخام جوزيف سولوفيتشيك، الذي تزوج لاحقًا من ابنته توفا، وحصل على درجة الدكتوراه في الأدب الإنجليزي في جامعة هارفارد، حيث درس على يد دوغلاس بوش.حصل ليشتنشتاين على جائزة إسرائيل للأدب اليهودي في يوم الاستقلال الإسرائيلي : 6 مايو 2014. توفي في 20 أبريل 2015. كان مصدر إلهام لدائرة واسعة من اليهود، سواء من حيث إنجازاته التعليمية أو قيادته الفكرية والروحية. وقد حظي بإعجاب خاص من قبل العديد من القادة الأرثوذكس الوسطيين المعاصرين وكذلك الكثيرين في المعسكر الصهيوني الديني.